# Caroline Bottaro
Pour les articles homonymes, voir Bottaro.
Caroline Bottaro est une scénariste et réalisatrice française née le 27 octobre 1969 à Bielefeld (Allemagne).

## Biographie
Elle a mis en scène La Mère (court métrage, 1995) avec Nathalie Baye, 
Elle a écrit les scénarios de Les Aveux de l'innocent et C'est la vie, de Jean-Pierre Améris. 
Elle a également reçu le prix du meilleur scénario pour Ma fille préférée, en juillet 2000, au 40e festival de Monte-Carlo.
Elle a tourné un long métrage, Joueuse, dans l'hôtel Les Roches Rouges en Corse .tiré du roman La Joueuse d'échecs de Bertina Henrichs.